# 捲舌擠喉擦音
卷舌挤喉擦音是一种辅音，用在一些口语中。国际音标表记此音的符号为⟨ʂʼ⟩。

## 特征
卷舌挤喉擦音的特征有：
- 調音方法是摩擦，表示氣流通過位於調音部位的狹窄通道，發生湍流。

- 調音部位是捲舌，以舌尖和上顎前部接觸以形成對氣流的阻礙而調音。

- 發聲類型是清音，意味着發音時聲帶並不顫動。
- 本輔音是口腔輔音（口音），表示調音時空氣只從口裡流出。
- 本輔音為中央輔音，調音時氣流在口腔的中央流過舌面，而不從兩側流過。
- 氣流機制是擠喉音，通過將聲門向上擠壓而將空氣排出。

## 见于
| 语言    | 语言    | 词汇       | 国际音标 | 意义 |
| ------- | ------- | ---------- | -------- | ---- |
| Keres语 | Keres语 | [ 比如？ ] |          |      |

## 更多
- 在PHOIBLE上搜尋含有[ʂʼ]的語言